# Puchar UEFA (1981/1982)
Puchar UEFA 1981/1982 (ang. 1981–1982 UEFA Cup) – 11. edycja międzynarodowego klubowego turnieju piłki nożnej Puchar UEFA, zorganizowana przez Unię Europejskich Związków Piłkarskich w terminie 15 września 1981 – 19 maja 1982. W rozgrywkach zwyciężyła drużyna IFK Göteborg.

## 1/32 finału
| FC Haka – IFK Göteborg 2:3 i 0:4 1 16.09 1981 1:0 Kujanpäre 14, 1:1 Fredriksson 26, 1:2 Corneliusson 45, 1:3 Jerry Karlsson 60, 2:3 Kujanpäre 69 2 30.09 1981 0:1 Schiller 1, 0:2 T. Nilsson 4, 0:3 Jerry Karlsson 27, 0:4 Thomas Holmgren 66               |
| SK Sturm Graz – CSKA Moskwa 1:0 i 1:2 1 16.09 1981 1:0 Schauss 68 2 30.09 1981 0:1 Czesnokow 26, 1:1 Bakota 64, 1:2 Tarchanow 74 |
| Adanaspor – Inter Mediolan 1:3 i 1:4 1 16.09 1981 1:0 Ozer 11k, 1:1 Serena 60, 1:2 Bim 77, 1:3 Altobelli 89 2 30.09 1981 0:1 Beccalossi 19, 0:2 Bagni 52, 0:3 Serena 73, 0:4 Altobelli 80, 1:4 Ahmet 86 (mecz w Cesenie)                                    |
| FC Dinamo Bukareszt – Lewski Spartak Sofia 3:0 i 1:2 1 16.09 1981 1:0 Georgescu 13, 2:0 Dragnea 37, 3:0 Georgescu 41 2 30.09 1981 0:1 Kurdow 12, 0:2 Kurdow 35, 1:2 Augustin 85                                                                             |
| Hajduk Split – VfB Stuttgart 3:1 i 2:2 1 16.09 1981 1:0 Zo. Vujović 11, 1:1 Kozić 58s, 2:1 Zl. Vujović 66, 3:1 Zl. Vujović 81 2 30.09 1981 1:0 Bogdanović 13, 2:0 Jelikić 29, 2:1 Schafer 83, 2:2 D. Müller 85                                              |
| SK Beveren – Linfield F.C. 3:0 i 5:0 1 16.09 1981 1:0 Schönberger 25k, 2:0 Albert 59, 3:0 Martens 63 2 29.09 1981 1:0 Martens 25, 2:0 D. Pfaff 48, 3:0 Martens 50, 4:0 Martens 65, 5:0 Martens 88                                                           |
| Boavista FC – Atlético Madryt 4:1 i 1:3 1 16.09 1981 1:0 Vital 6, 2:0 Jorge Silva 16, 2:1 Pedro Pablo 60, 3:1 Diamantino 74, 4:1 Palhares 87 2 01.10 1981 0:1 Dirceu 9, 1:1 Diamantino 44, 1:2 Dirceu 61, 1:3 Rubén Cano 88k                                |
| Bohemians Praga – Valencia CF 0:1 i 0:1 1 15.09 1981 0:1 Saura 66 2 30.09 1981 0:1 Solsoila 21 |
| Tatabányai Bányász SC – Real Madryt 2:1 i 0:1 1 16.09 1981 1:0 Weimper 32k, 1:1 Santillana 44, 2:1 Csapo 79 2 30.09 1981 0:1 Isidro 73 |
| Dinamo Tirana – FC Carl Zeiss Jena 1:0 i 0:4 1 16.09 1981 1:0 Zen 61 2 30.09 1981 0:1 Raab 11, 0:2 Schnuphase 60k, 0:3 Bielau 66, 0:4 Trocha 83 |
| PSV Eindhoven – Næstved IF 7:0 i 1:2 1 16.09 1981 1:0 R. van der Kerkhof 5, 2:0 W. van der Kerkhof 10, 3:0 Thoresen 17, 4:0 Geels 51, 5:0 Geels 61, 6:0 Geels 77, 7:0 Jung Moo-huh 80 2 30.09 1981 0:1 M. Hansen 55, 1:1 Thoresen 65, 1:2 M. Hansen 88      |
| Rapid Wiedeń – Székesfehérvári Videoton SC 2:2 i 2:0 1 16.09 1981 0:1 Szabo 32, 1:1 Weber 81, 1:2 Végh 88k, 2:2 Panenka 89k 2 30.09 1981 1:0 Krankl 21, 2:0 Krankl 83                                                                                       |
| FC Nantes – KSC Lokeren 1:1 i 2:4 1 16.09 1981 1:0 Halihodzić 2, 1:1 Dobiaš 46 2 29.09 1981 0:1 Elkjaer Larsen 20, 0:2 Snelders 27, 0:3 Verheyen 62, 0:4 Elkjaer Larsen 69, 1:4 Baronchelli 82, 2:4 Bibard 84                                               |
| Aris FC – Sliema Wanderers 4:0 i 4:2 1 16.09 1981 1:0 Panow 33, 2:0 Kouis 62, 3:0 Kouis 76k, 4:0 Kouis 89 2 30.09 1981 1:0 Semertzidis 14, 2:0 Kouis 15, 2:1 Tortell 51, 3:1 Zelilidis 61, 3:2 Losco 81, 4:2 Panow 83                                       |
| Spartak Moskwa – Club Brugge 3:1 i 3:1 1 16.09 1981 1:0 Szwecow 7, 1:1 Sörensen 15, 2:1 Szwecow 65, 3:1 Gawriłow 72 2 30.09 1981 1:0 Rodionow 13, 1:1 Wellens 32, 2:1 Szawło 41, 3:1 Gawriłow 48                                                            |
| 1. FC Kaiserslautern – Akademik Sofia 1:0 i 2:1 1 16.09 1981 1:0 Brehme 29k 2 30.09 1981 0:1 Lipenski 15, 1:1 Melzer 20, 2:1 Briegel 25k |
| SSC Napoli – Radnički Nisz 2:2 i 0:0 1 16.09 1981 1:0 Damiani 69k, 1:1 Stojanović 71, 1:2 Aleksić 79, 2:2 Musolla 81 2 30.09 1981 |
| Grasshopper Club Zürich – West Bromwich Albion 1:0 i 3:1 1 16.09 1981 1:0 Fimian 38 2 30.09 1981 1:0 Fimian 10, 2:0 Koller 15, 2:1 Robertson 59, 3:1 Jara 73                                                                                                |
| Zenit Leningrad – Dynamo Drezno 1:2 i 1:4 1 16.09 1981 1:0 Żełudkow 16, 1:1 Dörmer 33, 1:2 Haidler 38 2 30.09 1981 0:1 Trautmann 8, 0:2 Schmuck 13, 1:2 Kazaczenko 38k, 1:3 Minge 49, 1:4 Heidler 71k                                                       |
| Feyenoord – Szombierki Bytom 2:0 i 1:1 1 16.09 1981 1:0 Bouwens 72, 2:0 Niolsen 75 2 30.09 1981 0:1 Ogaza 54, 1:1 Bouwens 87 |
| Bryne FK – KFC Winterslag 0:2 i 2:1 1 16.09 1981 0:1 Berger 20, 0:2 Weiss 63 2 30.09 1981 0:1 Billen 18, 1:1 Maeland 25, 2:1 Hellvick 52 |
| Panathinaikos AO – Arsenal F.C. 0:2 i 0:1 1 16.09 1981 0:1 McDermott 3, 0:2 Meade 72 2 30.09 1981 0:1 Talbot 53 |
| 1. FC Magdeburg – Borussia Mönchengladbach 3:1 i 0:2 1 16.09 1981 1:0 Hoffmann 38, 2:0 Streich 41, 2:1 Mill 52, 3:1 Matthäus 57s 2 30.09 1981 0:1 Pinkall 66, 0:2 Matthäus 85                                                                               |
| AS Monaco – Dundee United 2:5 i 2:1 1 16.09 1981 0:1 Kirkwood 15, 0:2 Dodds 20, 1:2 Edström 62, 1:3 Bannon 67k, 1:4 Dodds 70, 1:5 Bannon 84k, 2:5 Bellone 89 2 30.09 1981 1:0 Edström 46, 2:0 Bellone 59, 2:1 Milne 82                                      |
| Neuchâtel Xamax – Sparta Praga 4:0 i 2:3 1 15.09 1981 1:0 Luthi 8, 2:0 Pellegrini 22, 3:0 Trinchero 25k, 4:0 Luthi 80 2 29.09 1981 1:0 Trinchero 21k, 2:0 Pellegrini 41, 2:1 Griga 66, 2:2 Jerolim 82, 2:3 Griga 86                                         |
| Malmö FF – Wisła Kraków 2:0 i 3:1 1 16.09 1981 1:0 Björn Nilsson 31, 2:0 Kinnvall 59 2 30.09 1981 0:1 Kapka 5, 1:1 Palmer 51, 2:1 Prytz 58, 3:1 Björn Nilsson 75                                                                                            |
| Limerick United – Southampton F.C. 0:3 i 1:1 1 16.09 1981 0:1 Moran 58, 0:2 Moran 60, 0:3 Armstrong 77 2 29.09 1981 0:1 Keegan 63, 1:1 Morris 65 |
| Sporting CP – Red Boys Differdange 4:0 i 7:0 1 16.09 1981 1:0 Oliveira 30, 2:0 Manuel Fernandos 47, 3:0 Oliveira 87, 4:0 Jordão 89 2 30.09 1981 1:0 Oliveira 17, 2:0 Inacio 29, 3:0 Jordão 32, 4:0 Oliveira 37, 5:0 Jorge 54, 6:0 Frere 79, 7:0 Oliveira 82 |
| Ipswich Town – Aberdeen F.C. 1:1 i 1:3 1 16.09 1981 1:0 Thijssen 44, 1:1 Hewitt 47 2 30.09 1981 0:1 Strachan 19, 1:1 Wark 34k, 1:2 Weir 54, 1:3 Weir 84 |
| APOEL FC – Argeș Pitești 1:1 i 0:4 1 16.09 1981 1:0 Antoniou 10, 1:1 Incas 17 2 30.09 1981 0:1 Turcu 21, 0:2 Baluta 28, 0:3 Cirstea 61, 0:4 Kalio 77 |
| Knattspyrnufélagið Víkingur – Girondins Bordeaux 0:4 i 0:4 1 16.09 1981 0:1 Fernandez 16, 0:2 Trésor 30, 0:3 Gemmrich 40, 0:4 Lacombe 71 2 30.09 1981 0:1 Fernandez 44, 0:2 Martinez 75, 0:3 Relmy 80, 0:4 Trésor 87                                        |
| Hamburger SV – FC Utrecht 0:1 i 6:3 1 16.09 1981 0:1 Carbo 79 2 30.09 1981 1:0 Milewski 13, 2:0 Wehmeyer 25, 3:0 Hartwig 38, 4:0 Bastrup 47, 4:1 Carbo 60, 5:1 von Heesen 66, 5:2 de Kruyk 69 p, 5:3 van der Veen 83, 6:3 Milewski 90 (mecz w Arnhem)       |

## 1/16 finału
| SK Sturm Graz – IFK Göteborg 2:2 i 2:3 1 20.10 1981 1:0 Breber 13k, 2:0 Niederbacher 22, 2:1 T. Nilsson 36, 2:2 T. Nilsson 68 2 04.11 1981 0:1 Tord Holmgren 47, 1:1 Stendahl 69, 1:2 T. Nilsson 77, 2:2 Bakota 81, 2:3 Fredriksson 90k |
| Inter Mediolan – FC Dinamo Bukareszt 1:1 i 2:3 (dog) 1 21.10 1981 1:0 Pasinato 23, 1:1 Gustov 38 2 04.11 1981 0:1 Georgescu 31, 1:1 Altobelli 46, 2:1 Prohaska 96, 2:2 Augustin 101, 2:3 Orać 107                                       |
| SK Beveren – Hajduk Split 2:3 i 2:1 1 21.10 1981 0:1 Gudelj 17, 0:2 ZI. Vujović 39, 1:2 Theunis 48, 2:2 van Moer 49, 2:3 Slisković 72 2 04.11 1981 1:0 Kreve 13, 2:0 Albert 17, 2:1 Pesić 68                                            |
| Valencia CF – Boavista FC 2:0 i 0:1 1 21.10 1981 1:0 Roberto 54, 2:0 Welzl 84 2 04.11 1981 0:1 Diamantino 11 |
| Real Madryt – FC Carl Zeiss Jena 3:2 i 0:0 1 21.10 1981 0:1 Bielau 37, 1:1 Cortes 65k, 1:2 Kurbjuweit 73, 2:2 Gallego 75, 3:2 Isidro 78 2 04.11 1981                                                                                    |
| Rapid Wiedeń – PSV Eindhoven 1:0 i 1:2 1 21.10 1981 1:0 Panenka 72k 2 04.11 1981 1:0 Krankl 26, 1:1 Poortvliet 39, 1:2 Poortvliet 57 |
| Aris FC – KSC Lokeren 1:1 i 0:4 1 21.10 1981 0:1 Elkaer Larsen 53, 1:1 Kouis 61k 2 04.11 1981 0:1 Gudjohnsson 32, 0:2 Lato 42, 0:3 Gudjohnsson 51, 0:4 Mommens 89                                                                       |
| Spartak Moskwa – 1. FC Kaiserslautern 2:1 i 0:4 1 21.10 1981 1:0 Rodionow 40, 2:0 Gawriłow 64, 2:1 Funkel 83 2 04.11 1981 0:1 Funkel 13, 0:2 Briegel 44, 0:3 Geye 54, 0:4 Briegel 65                                                    |
| Grasshopper Club Zürich – Radnički Nisz 2:0 i 0:2 (dog), karne 0:3 1 21.10 1981 1:0 Jara 18, 2:0 Sulser 76k 2 04.11 1981 0:1 Dżordżević 40k, 0:2 Savić 65                                                                               |
| Feyenoord – Dynamo Drezno 2:1 i 1:1 1 21.10 1981 0:1 Heidler 42, 1:1 Kaczor 56, 2:1 Vermeulen 70 2 04.11 1981 0:1 Lippmann 85, 1:1 van Deinsen 89                                                                                       |
| KFC Winterslag – Arsenal F.C. 1:0 i 1:2 1 21.10 1981 1:0 Berger 62 2 04.11 1981 1:0 Billen 4, 1:1 Hollins 31, 1:2 Rix 73 |
| Borussia Mönchengladbach – Dundee United 2:0 i 0:5 1 20.10 1981 1:0 Schalter 70, 2:0 Hannes 86 2 03.11 1981 0:1 Milne 36, 0:2 Kirkwood 44, 0:3 Sturrock 51, 0:4 Hegarty 75, 0:5 Bannon 76                                               |
| Malmö FF – Neuchâtel Xamax 0:1 i 0:1 1 21.10 1981 0:1 Pellegrini 10 2 03.11 1981 0:1 Pellegrini 58 |
| Southampton F.C. – Sporting CP 2:4 i 0:0 1 21.10 1981 0:1 Jordão 2, 0:2 Holmes 20s, 0:3 Manuel Fernandos 42, 1:3 Keegan 70k, 2:3 Channon 73, 2:4 Fernandos 89 2 04.11 1981                                                              |
| Aberdeen F.C. – Argeș Pitești 3:0 i 2:2 1 21.10 1981 1:0 Strachan 11, 2:0 Weir 25, 3:0 Hewitt 44 2 04.11 1981 0:1 Radu 31, 0:2 Barbulescu 37, 1:2 Strachan 56k, 2:2 Hewitt 85                                                           |
| Girondins Bordeaux – Hamburger SV 2:1 i 0:2 1 21.10 1981 1:0 Gemmrich 13, 1:1 Kaltz 27k, 2:1 Soler 78 2 04.11 1981 0:1 Hrubesch 28, 0:2 Hrubesch 43                                                                                     |

## 1/8 finału
| IFK Göteborg – FC Dinamo Bukareszt 3:1 i 1:0 1 25.11 1981 1:0 Thomas Holmgren 27, 2:0 T. Nilsson 34, 3:0 T. Nilsson 52, 3:1 Multescu 65 2 09.12 1981 1:0 T. Nilsson 23                                                                  |
| Valencia CF – Hajduk Split 5:1 i 1:4 1 25.11 1981 1:0 Tendillo 26, 2:0 Pablo 32, 3:0 Pablo 58, 3:1 Zo. Vujović 67, 4:1 Welzl 84, 5:1 Arnesen 89 2 09.12 1981 0:1 Gudelj 7k, 0:2 Primorac 20, 1:2 Saura 52, 1:3 Gudelj 69, 1:4 Gudelj 89 |
| Rapid Wiedeń – Real Madryt 0:1 i 0:0 1 25.11 1981 0:1 Santillana 80 2 09.12 1981 |
| KSC Lokeren – 1. FC Kaiserslautern 1:0 i 1:4 1 25.11 1981 1:0 Lato 46 2 09.12 1981 0:1 Hofeditz 45, 0:2 Briegel 62, 0:3 Funkel 74, 0:4 Eilenfeldt 81, 1:4 Gudjohnsson 87                                                                |
| Radnički Nisz – Feyenoord 2:0 i 0:1 1 25.11 1981 1:0 Rodasavljević 27, 2:0 Savić 83 2 09.12 1981 0:1 Nielsen 28 |
| KFC Winterslag – Dundee United 0:0 i 0:5 1 25.11 1981 2 09.12 1981 0:1 Bannon 25, 0:2 Narey 32, 0:3 Hegarty 35, 0:4 Milne 39, 0:5 Milne 69                                                                                              |
| Sporting CP – Neuchâtel Xamax 0:0 i 0:1 1 25.11 1981 2 09.12 1981 0:1 Andrey 28 |
| Aberdeen F.C. – Hamburger SV 3:2 i 1:3 1 25.11 1981 1:0 Black 24, 1:1 Hrubesch 53, 2:1 Watson 65, 3:1 Hewitt 81, 3:2 Hrubesch 87 2 09.12 1981 0:1 Hrubesch 33, 0:2 Memering 59k, 0:3 Jakobs 67, 1:3 McGhee 79                           |

## 1/4 finału
| Valencia CF – IFK Göteborg 2:2 i 0:2 1 03.03 1982 1:0 Arnesen 5, 1:1 Corneliusson 12, 1:2 T. Nilsson 13, 2:2 Arnesen 18k 2 17.03 1982 0:1 Thomas Holmgren 4, 0:2 Fredriksson 57k                                                   |
| Real Madryt – 1. FC Kaiserslautern 3:1 i 0:5 1 03.03 1982 1:0 Cunningham 31, 2:0 Garcia Hernández 35, 3:0 Juanito 68, 3:1 Eilenfeldt 84k 2 17.03 1982 0:1 Funkel 5, 0:2 Funkel 17, 0:3 Eilenfeldt 58, 0:4 Bongartz 65, 0:5 Geye 72 |
| Dundee United – Radnički Nisz 2:0 i 0:3 1 03.03 1982 1:0 Narey 41, 2:0 Dodds 43 2 17.03 1982 0:1 Panajotović 52, 0:2 Panajotović 73, 0:3 Dżordżević 85k                                                                            |
| Hamburger SV – Neuchâtel Xamax 3:2 i 0:0 1 03.03 1982 1:0 Bastrup 32, 1:1 Givens 36, 1:2 Lüthi 52, 2:2 Memering 71, 3:2 von Heesen 74 2 17.03 1982                                                                                 |

## 1/2 finału
| 1. FC Kaiserslautern – IFK Göteborg 1:1 i 1:2 (dog) 1 07.04 1982 1:0 Hofeditz 11, 1:1 Corneliusson 29 2 21.04 1982 0:1 Thomas Holmgren 43, 1:1 Geye 58, 1:2 Fredriksson 103k                                                  |
| Radnički Nisz – Hamburger SV 2:1 i 1:5 1 07.04 1982 1:0 Beganović 51, 1:1 von Heesen 57, 2:1 Obradović 76 2 21.04 1982 0:1 Hartwig 7, 0:2 von Heesen 21, 0:3 Hartwig 30, 0:4 von Heesen 49, 0:5 Magath 58, 1:5 Panajotović 84 |

## Finał
| IFK Göteborg – Hamburger SV 1:0 i 3:0 |
| 5 maja 1982 Göteborg Nya Ullevi (42 548) IFK Göteborg – Hamburger SV 1:0 (0:0) Sędzia: John Carpenter (Irlandia) Bramki: 1:0 Tord Holmgren 87 Żółte kartki: – / Ditmar Jakobs Idrottsföreningen Kamraterna Göteborg (trener Sven-Göran Eriksson): Thomas Wernersson – Ruben Svensson, Glenn Hysén, Conny Karlsson (kapitan), Stig Fredriksson – Tord Holmgren, Jerry Karlsson, Glenn Strömberg – Dan Corneliusson, Torbjörn Nilsson (20 Roland Sandberg), Tommy Holmgren (46 Glenn Schiller) Hamburger Sport-Verein (trener Ernst Happel): Ulrich Stein – Holger Hieronymus – Manfred Kaltz, Ditmar Jakobs, Jürgen Groh – Bernd Wehmeyer, William Hartwig, Felix Magath, Thomas von Heesen (83 Caspar Memering) – Horst Hrubesch (kapitan), Lars Bastrup                           |
| 19 maja 1982 Hamburg Volksparkstadion (61 000) Hamburger SV – IFK Göteborg 0:3 (0:1) Sędzia: George Courtney (Anglia) Bramki: 0:1 Dan Corneliusson 26, 0:2 Torbjörn Nilsson 61, 0:3 Stig Fredriksson 66k Hamburger Sport-Verein (trener Ernst Happel): Ulrich Stein – Holger Hieronymus – Manfred Kaltz (76 Peter Hidien), Jürgen Groh, Bernd Wehmeyer – William Hartwig, Felix Magath, Caspar Memering, Thomas von Heesen – Lars Bastrup, Horst Hrubesch (kapitan) Idrottsföreningen Kamraterna Göteborg (trener Sven-Göran Eriksson): Thomas Wernersson – Ruben Svensson, Conny Karlsson (kapitan), Glenn Hysén (19 Glenn Schiller), Stig Fredriksson – Tord Holmgren, Glenn Strömberg, Jerry Karlsson – Dan Corneliusson (68 Roland Sandberg), Torbjörn Nilsson, Tommy Holmgren |